# Święconka

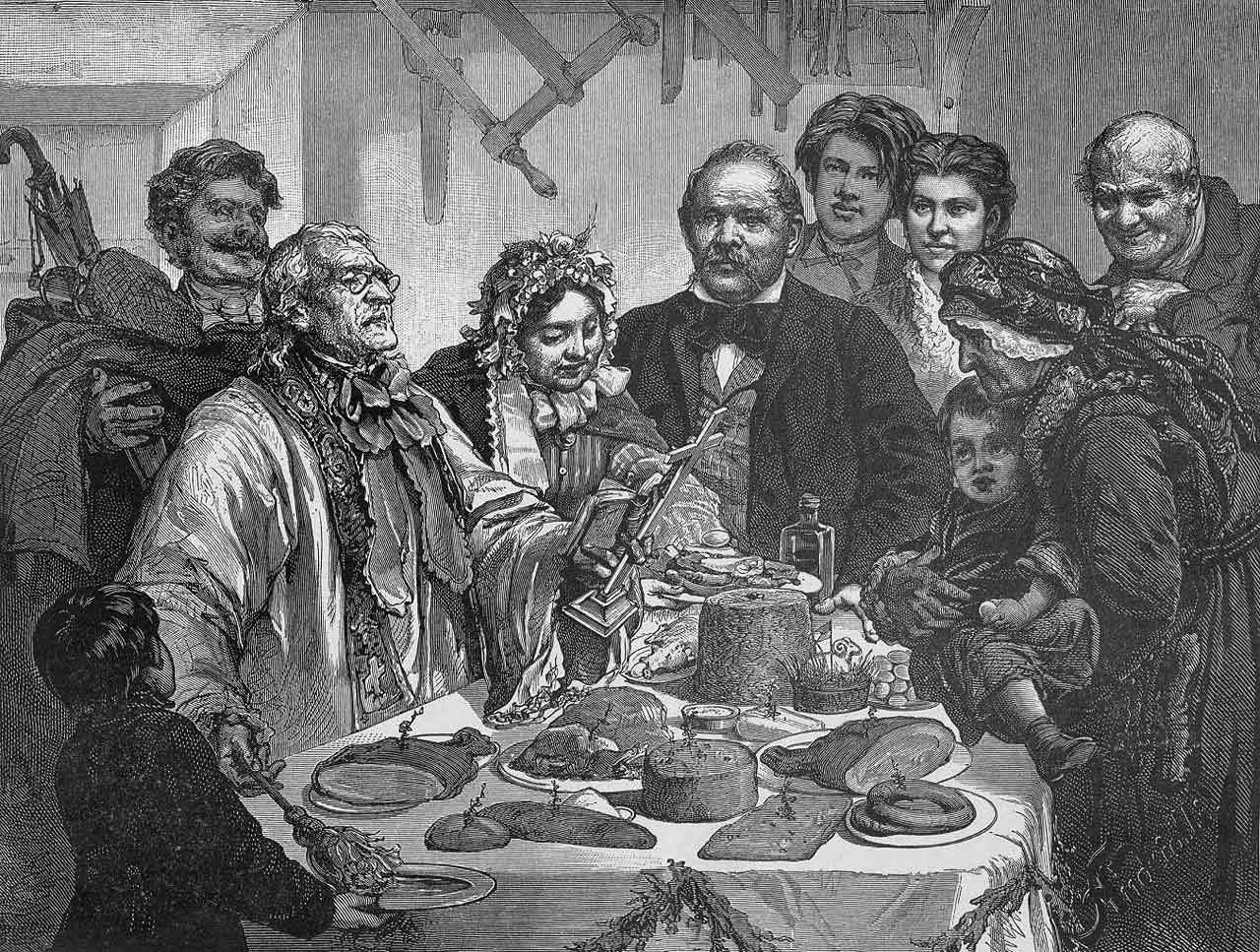
Święcone XIX-wieczny drzeworyt Michała Elwira Andriollego

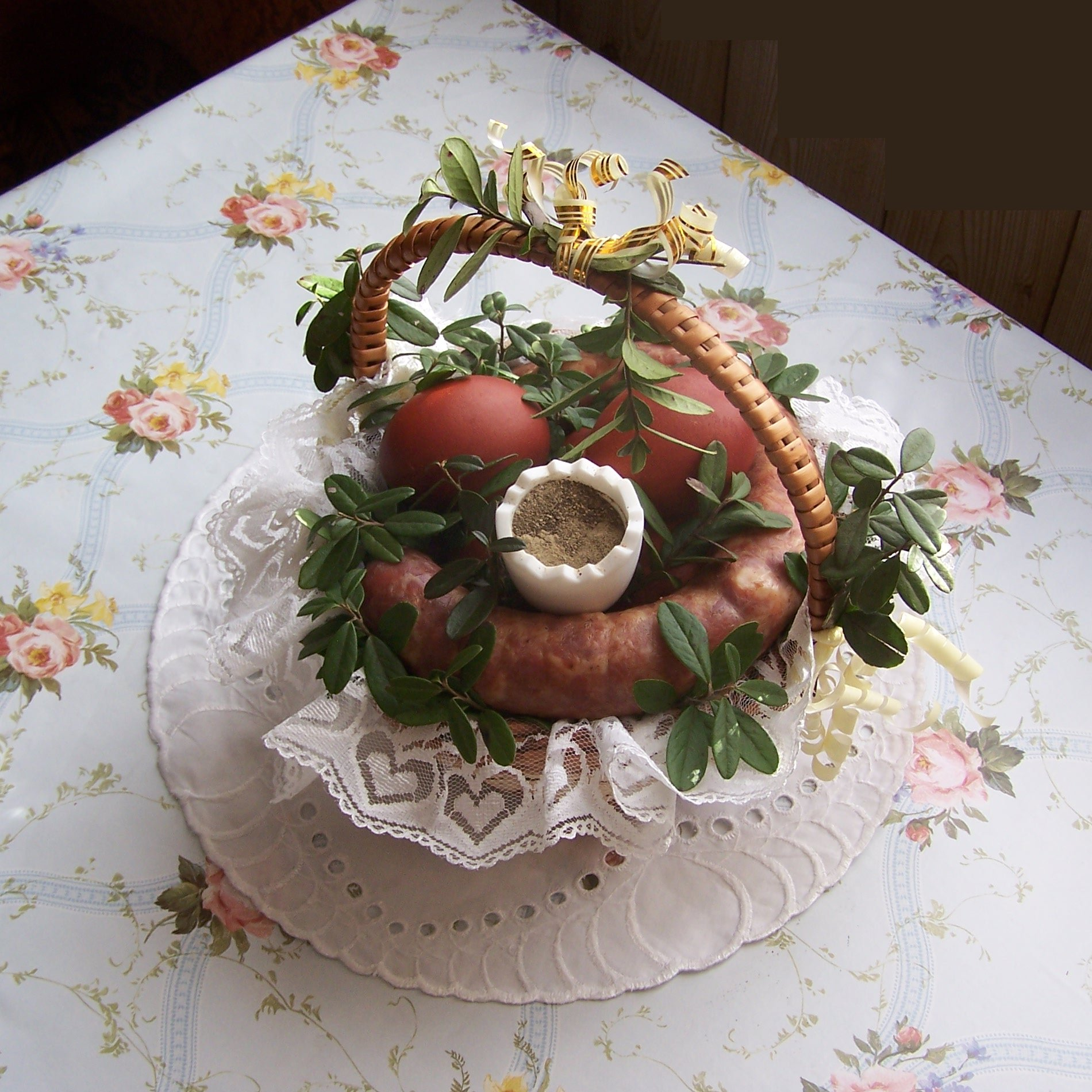
Współczesny koszyk wielkanocny tzw. święconka w Polsce

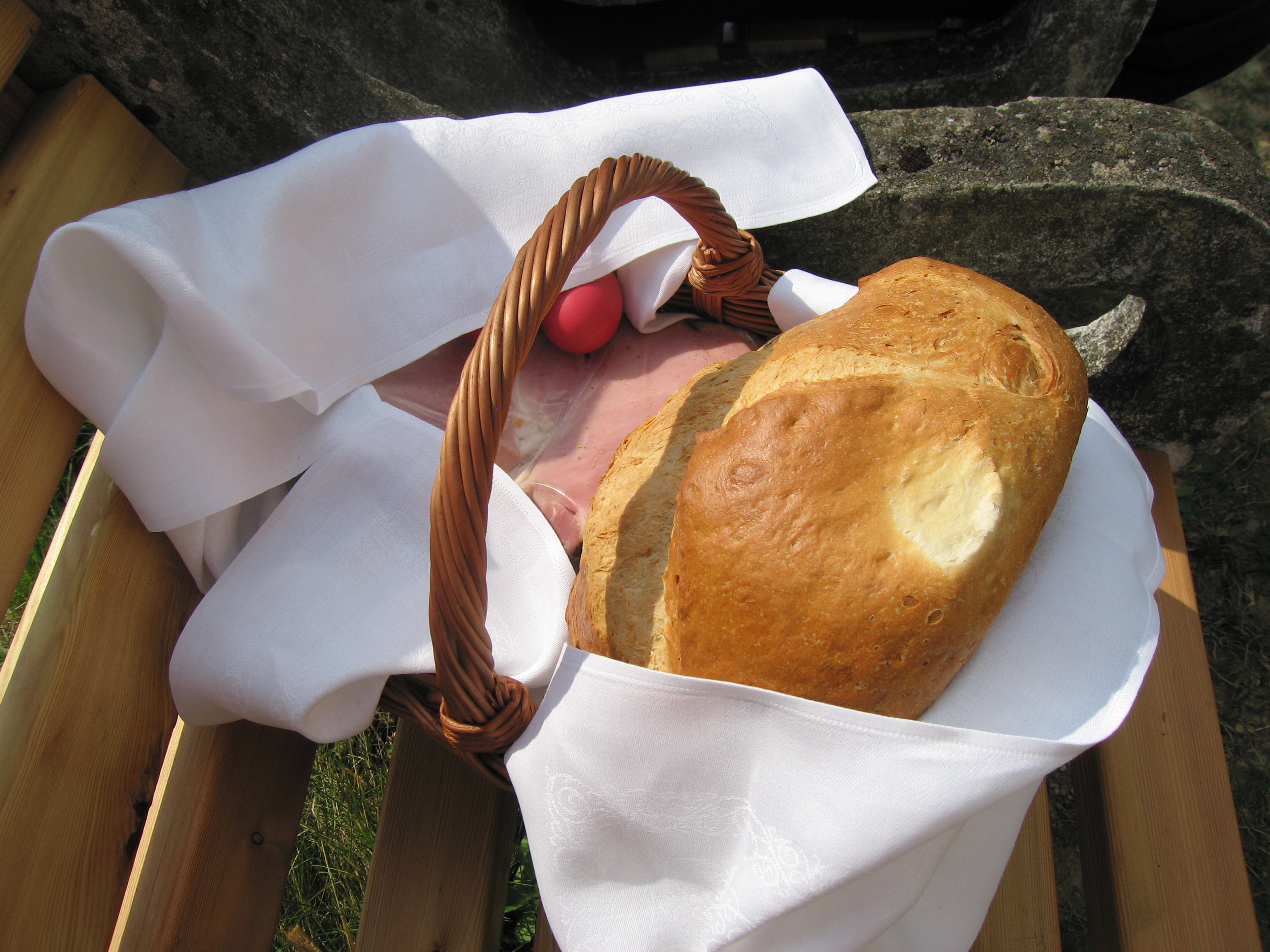
Tradycyjny koszyk wielkanocny w Styrii

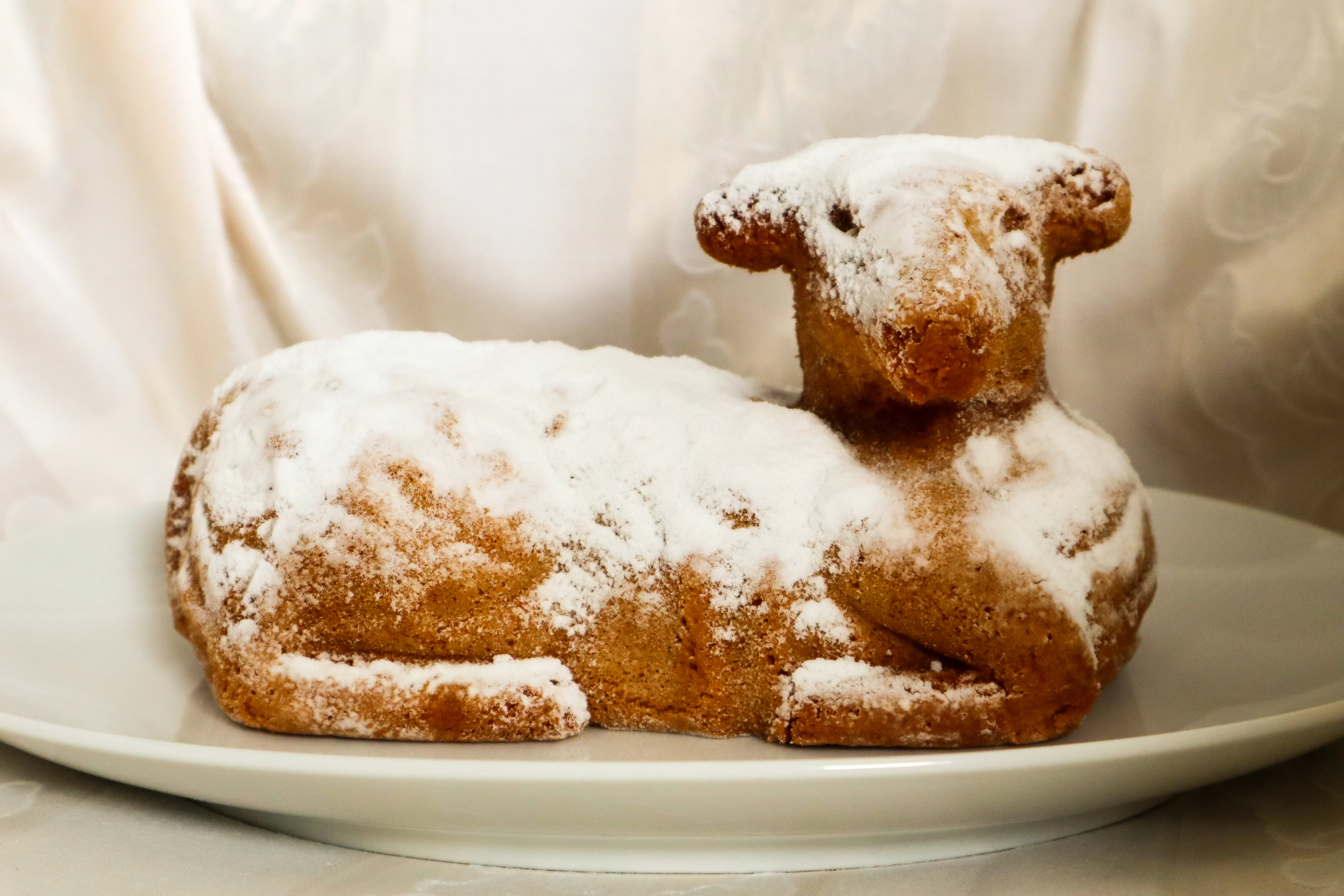
Figurka baranka z ciasta

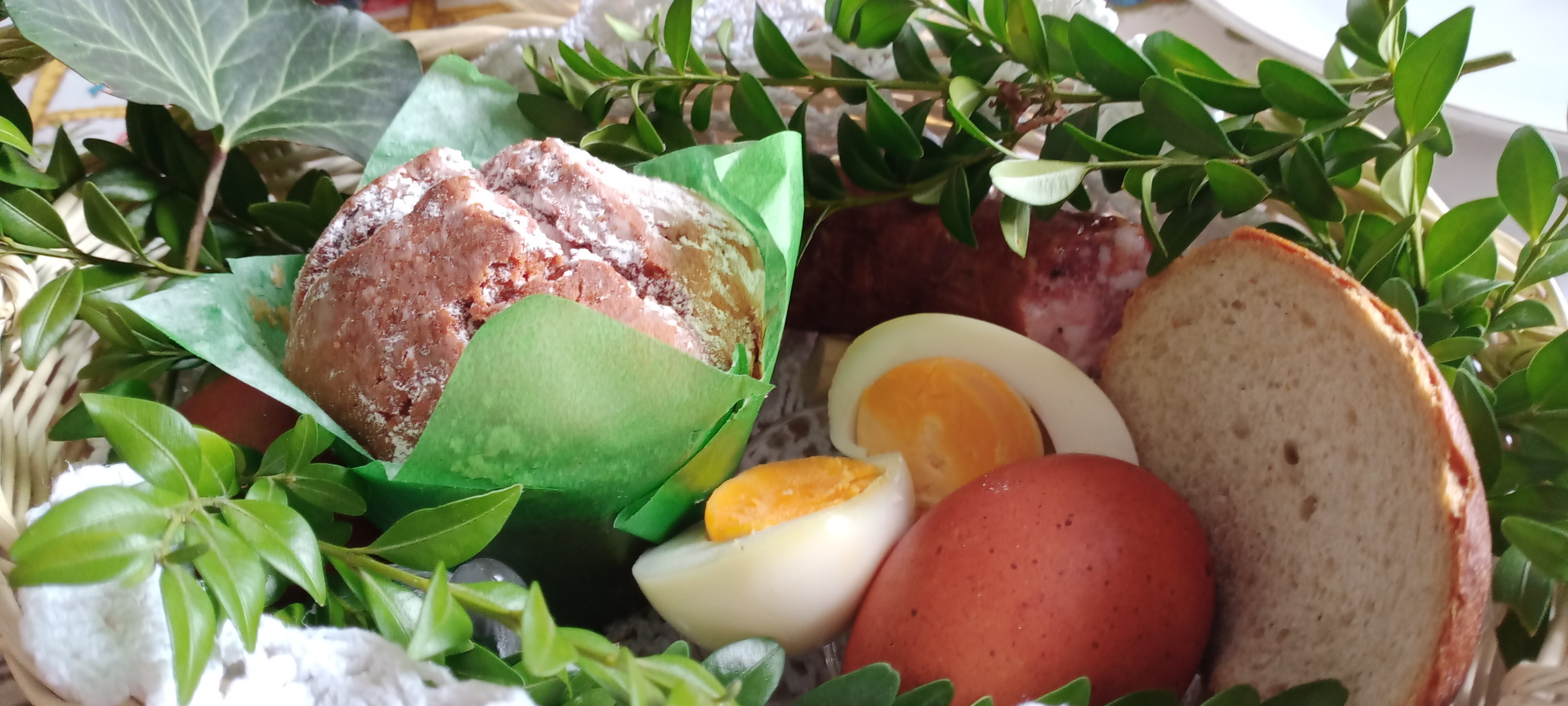
Święconka, Polska, 2021

Święconka (w niektórych regionach Polski – święcone; niem. österliche Fleischweihe; Fleischweihe zu Ostern; Speisensegnung; łac. benedictio agni et carnium in die Sanctae Paschae) – nazwa pokarmów (głównie wędlin, jaj, chrzanu, chleba itd.) święconych w Wielką Sobotę w Kościołach katolickich Polski oraz w innych europejskich krajach.
Zestaw potraw wchodzących w skład święconki:
- jaja (symbol nowego życia) w postaci kolorowych pisanek, kraszanek;
- baranek (dawniej formowany z masła[4] lub ciasta) w specjalnych formach, później cukrowy i z chorągiewką z napisem Alleluja lub z czekolady, symbolizujący zmartwychwstanie Jezusa Chrystusa;
- sól kuchenna (która miała chronić przed zepsuciem);
- chleb;
- wędliny;
- chrzan;
- miód;
- pieprz;
- babka wielkanocna (w Polsce – ciasta świąteczne, pascha lub paska, niem. Osterbrot; nl. Paasbrood, wł. pane votivo).

Koszyk, najczęściej z wikliny, przystraja się listkami bukszpanu lub borowiny.

## Święcone na świecie
Oprócz Polski tradycja praktykowana jest także w innych krajach: graniczących ze Słowenią austriackich regionach Styrii, Karyntii, południowego Tyrolu oraz Bawarii. Święcone oznacza również uroczyste śniadanie wielkanocne. Zwyczaj ten ma wczesnośredniowieczną tradycję, korzeniami sięgającą prawdopodobnie czasów pogańskich. Błogosławieństwo żywności zgodnie z tradycją sięga VII wieku, z chlebem i jajkami odnotowane od XII wieku. Obrzęd ten znany był w rycie mediolańskim, rzymskim i starohiszpańskim. O przyjęciu w Polsce tego obrzędu potwierdziły źródła z przełomu XIII i XIV wieku. Euchologię Święconki ujednoliciła reforma potrydencka w Rituale Romanum z 1614, w Polsce od roku 1631 według rytuału piotrkowskiego. Obrzęd ten był atakowany przez reformację.
Obecnie w wielu miejscowościach święcenie potraw odbywa się nie wewnątrz, a przed kościołem, gdzie na wystawionych stołach na czas obrzędu wierni pozostawiają koszyki. Błogosławieństwo potraw w tradycyjnej formie przetrwało do dziś w południowej Austrii, na terytorium Słowenii w regionach zamieszkałych przez Koczewarów oraz południowych Niemczech.
Obrzęd błogosławieństwa pokarmów na stół wielkanocny może być sprawowany przez kapłana lub diakona, a także przez ustanowionego lektora będącego alumnem seminarium duchownego.

## Święconka w polskiej tradycji

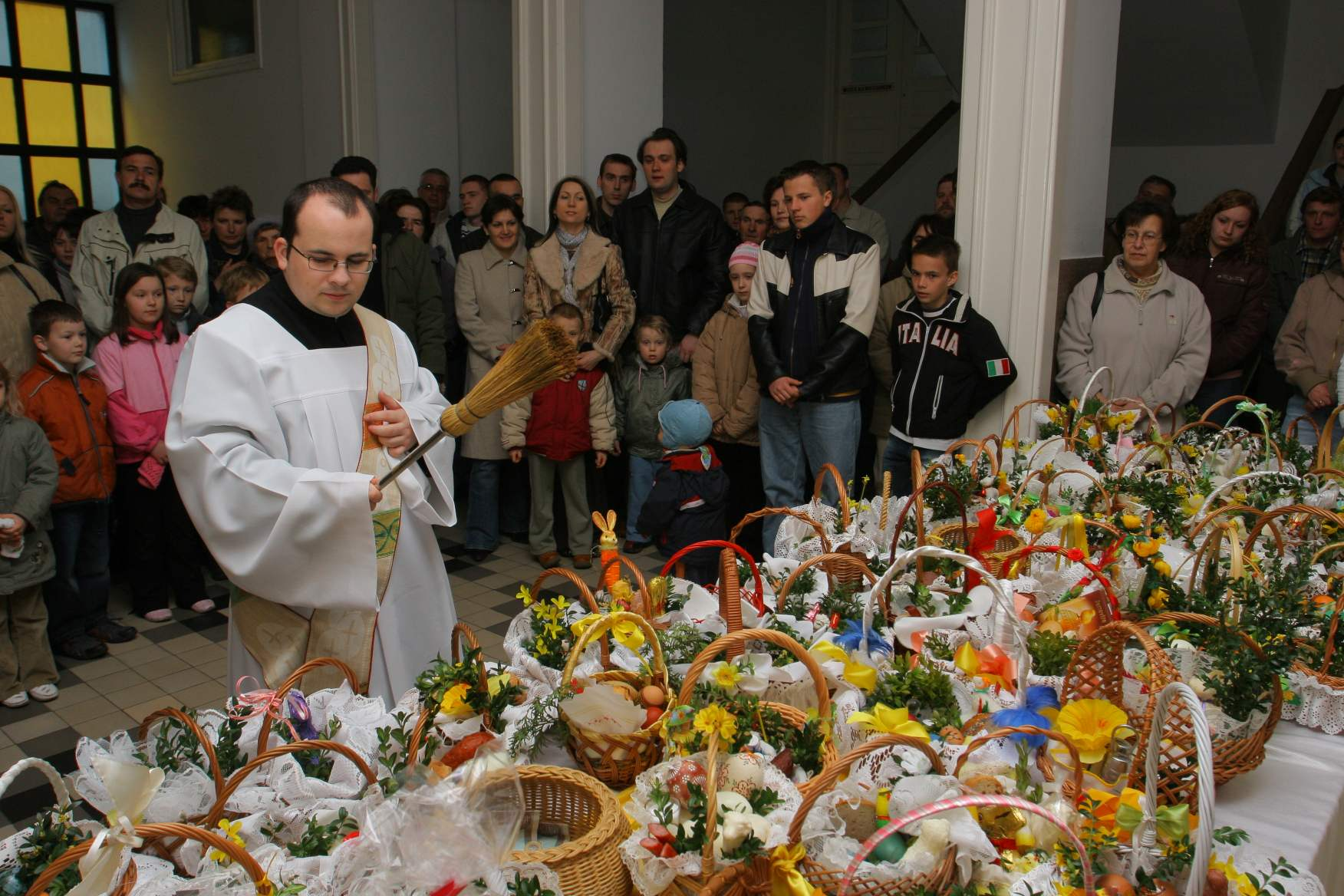
Poświęcenie pokarmów w kościele przez diakona, Ołtarzew 2007

Zwyczaj ten jest znany powszechnie od wieków w Polsce. W zachodnich regionach współczesnej Polski, które znalazły się w jej granicach po II wojnie światowej, święcenie potraw było jednak prawie nieznane. Przed 1945 rokiem na Kaszubach tylko zamożniejsi gburzy i szlachcice w Wielką Sobotę przywozili końmi proboszcza dla poświęcenia pożywienia świątecznego. Podobnie na Śląsku święcenie potraw w Wielką Sobotę odbywało się na dworach szlacheckich. Na Śląsku zwyczaj święconki upowszechnił się dopiero na przełomie lat 70. i 80. XX wieku, docierając tu razem z mieszkańcami centralnej Polski.
W całej Polsce na stole wielkanocnym obok wędlin i ciast stawia się koszyk ze święconką, drobne różnice wynikają tylko z lokalnych tradycji. Śniadanie wielkanocne rozpoczyna zwyczaj dzielenia się poświęconym jajkiem, podobny w swej formie i symbolice do bożonarodzeniowego łamania się opłatkiem. Dawny zwyczaj na wsiach nakazywał, aby wracając ze święconym obejść dom trzy razy, zgodnie ze wskazówkami zegara, co miało wypędzić złe moce z gospodarstwa. W zamożnych domach na stole znajdowało się pieczone prosię, często z pisanką w pysku. Obok stały półmiski z mięsiwem, szynką, kiełbasą oraz ciasta. Głównym ciastem wielkanocnym do dzisiaj pozostała babka drożdżowa, tzw. baba wielkanocna. Popularne są również mazurki.
Według badań CBOS (2000) w zwyczaju święcenia pokarmów w Wielką Sobotę uczestniczy 95% obywateli Polski. Poza Polską z obyczajem tym można się jeszcze spotkać na Słowacji i Zaolziu, na Litwie, na Białorusi, a także wśród polskich emigrantów.

„Naobchodziwszy po kościołach obrzędowe groby w piątek i sobotę, gotowano się do uroczystej procesji niedzielnej, do święcenia bab i kołaczów, szołdr i jaj, aby spożywszy razem jajko powetować na mięsie uprzykrzony post. Pstre pisanki z tłuczeniem jaj o wygraną bawiły dzieci, barenek pieczony młodzież wiejska i miejska śpiewając pieśni wielkanocne obchodziła domy po dyngusie zbierając datki...”

## Pascha
U chrześcijan wyznania prawosławnego tradycyjna święconka to słodki chleb, w tradycji rosyjskiej nazywany Кулич lub пасха. Słodki chleb ma swoją wielkanocną tradycję (pod różnymi nazwami) również na Białorusi, Ukrainie, Węgrzech, Czechach, Grecji, Turcji i Armenii.